# Souvenir of Gibraltar
Souvenir of Gibraltar est un film belge semi-documentaire, réalisé, écrit et coproduit par Henri Xhonneux en 1974 et sorti en 1975.

## Fiche technique
- Titre : Souvenir of Gibraltar
- Réalisation : Henri Xhonneux
- Scénario : Claude Klotz, François-Xavier Morel, Henri Xhonneux
- Musique : Tucker Zimmerman
- Production : Éric Van Beuren
- Durée : 98 minutes
- Langue : Français
- Pays d'origine :  Belgique
- Date de sortie : 
  - Belgique : 24 avril 1975

## Distribution
- Eddie Constantine : Jo Xhonneux, un ancien G.I. devenu boucher en Belgique en épousant une demoiselle rencontrée à la Libération de la Belgique et des Pays-Bas
- Annie Cordy : Tina Xhonneux, sa femme qui tient leur boucherie avec lui
- Armand Xhonneux : Armand Xhonneux, l'un des deux fils de Jo et Tina, boucher comme ses parents et champion de boxe amateur
- François-Xavier Morel : Henri Xhonneux, son frère qui rêve de devenir cinéaste
- Luc Muller : Eric Van Beuren
- Margrit Xhonneux : Margrit Xhonneux